# Șemetove, Rozdilna
Șemetove (în ucraineană Шеметове) este un sat în comuna Rozdilna din raionul Rozdilna, regiunea Odesa, Ucraina.

## Demografie
Componența lingvistică a localității Șemetove
     Ucraineană (94,48%)
     Română (3,07%)
     Rusă (2,45%)
Conform recensământului din 2001, majoritatea populației localității Șemetove era vorbitoare de ucraineană (94,48%), existând în minoritate și vorbitori de română (3,07%) și rusă (2,45%).